# Penisola di Kola
La penisola di Kola o penisola di Cola (in russo Кольский полуостров, Kol'skij poluostrov?; in sami di Kildin: Куэлнэгк нёаррк, Kuelnegk njoarrk; in sami settentrionale: Guoládatnjárga; in finlandese: Kuolan niemimaa; in norvegese: Kolahalvøya) è una penisola situata all'estremità nord-occidentale del territorio della Russia ed è parte dell'oblast' di Murmansk. Confina a nord col Mare di Barents e col Mar Bianco ad est e a sud. Il suo confine occidentale corre dalla baia di Kola (Mare di Barents) al golfo di Kandalakša (Mar Bianco) passando attraverso i laghi di Imandra e lungo i fiumi Kola e Niva.

## Territorio, clima e ambiente
La penisola ha una superficie di circa 100.000 km²; la sua costa settentrionale è generalmente scoscesa, mentre quella meridionale è piuttosto piatta; entro la penisola vi sono i gruppi montuosi dei monti Chibiny, che arrivano a una quota di 1.300 m e l'altopiano Kejvy. Vi si trovano minerali in abbondanza, fra cui apatite, ferro, alluminio, titanio e mica.
I fiumi sono numerosi e dalla corrente piuttosto rapida e costituiscono un importante habitat per il salmone atlantico (Salmo salar), che vi ritorna per riprodursi in acqua dolce; i principali sono il Ponoj, la Voron'ja, la Varzuga, la Jokanga, la Strel'na, la Tuloma, la Teriberka, la Umba e l'omonima Kola. Il territorio è caratterizzato dalla presenza di molti laghi. Di questi i tre maggiori sono: l'Imandra, l'Umbozero e il Lovozero.
Il clima della penisola di Kola è meno freddo di quello della gran parte dei luoghi posti a latitudini confrontabili, grazie all'influenza delle correnti atlantiche: le temperature medie sono comprese fra i −8 °C e i −13 °C in gennaio, fra gli 8 °C e i 14 °C in luglio. Il sud della penisola è coperto dalla taiga, mentre sul suo lato settentrionale gli alberi tendono a scomparire e prevale la tundra.
La penisola nel suo complesso ha subito gravi danni ecologici per via sia dell'inquinamento dovuto alle numerose industrie militari (specialmente navali) insediate nella zona, sia per lo sfruttamento minerario dei giacimenti di apatite. Basti dire che nella penisola sono stoccati circa 250 reattori nucleari prodotti dalle forze armate sovietiche che non sono più utilizzati ma continuano a generare radiazioni e scorie radioattive.

## Storia

### Preistoria e primo medioevo
La penisola di Rybačij nel nord della penisola di Kola era abitata già tra il VII-V millennio a.C. Nel III-II millennio a.C., la penisola venne occupata da popolazioni provenienti da sud, ovvero dalla moderna Carelia. L'isola di Bol'šoj Olenij nel Mare di Barents è un importante sito archeologico dell'età del bronzo, da cui è stato possibile recuperare resti del DNA degli antichi abitanti. Dalla fine del I millennio a.C., la penisola fu abitata da popolazioni Sami, che vivevano principalmente di pesca e allevamento di renne.
Nel XII secolo, i Pomori provenienti dalla baia dell'Onega e dalla Dvina Settentrionale scoprirono la penisola. I Pomori organizzavano battute di caccia e pesca e intrapresero uno scambio con i Sami. Verso la fine del XII secolo, i Pomori esplorarono tutta la costa settentrionale e raggiunsero il Finnmark, l'area settentrionale della Norvegia.

### Repubblica di Novgorod
Dalla seconda metà del XII secolo, la Penisola di Kola divenne gradualmente parte della Repubblica di Novgorod. Un trattato del 1265 di Yaroslav Yaroslavich con Novgorod menziona Tre Volost (волость Тре), che in seguito è anche menzionato in altri documenti risalenti al 1471. Oltre a Tre Volost, i documenti novgorodiani del XIII-XV secolo menzionano anche Kolo Volost, che confinava con Tre approssimativamente lungo la linea tra l'isola di Kil'din e il promontorio della penisola di Turiy. Kolo Volost si trovava ad ovest di quella linea, mentre Tre si trovava ad est di essa. Nel XIII secolo divenne evidente la necessità di formalizzare il confine tra la Repubblica di Novgorod e i paesi scandinavi. I Novgorodiani, insieme ai Careliani venuti da sud, raggiunsero la costa dell'attuale distretto Pechengsky e la parte della costa del Varangerfjord vicino al fiume Jakobselva, che ora fa parte della Norvegia. La popolazione Sami fu costretta a rendere omaggio. I Norvegesi, tuttavia, stavano anche tentando di prendere il controllo di queste terre, provocando conflitti armati.
Nel 1251, un conflitto tra Careliani, i Novgorodiani e servi del re di Norvegia portò all'istituzione di una missione novgorodiana in Norvegia; sempre nel 1251, a Novgorod fu firmato il primo trattato con la Norvegia riguardante le terre dei Sami e il sistema di riscossione dei tributi, facendo in modo che il popolo Sami rendesse omaggio sia a Novgorod sia alla Norvegia. Secondo i termini del trattato, i novgorodiani potevano raccogliere tributi dai Sami fino al fiordo di Lyngen a ovest, mentre i Norvegesi potevano raccogliere tributi sul territorio dell'intera penisola di Kola tranne nella parte orientale della costa di Tersky. Nessun confine di stato è stato stabilito dal trattato del 1251. 

Mappa dei principati russi nel 1237

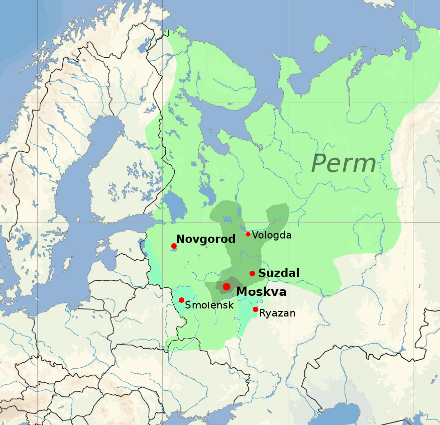
Territori acquisiti sotto Ivan III di Russia (1505 circa)

Il trattato portò a un breve periodo di pace, ma i conflitti armati ripresero subito dopo. Le cronache documentano gli attacchi dei Novgorodiani e dei Careliani al Finnmark e alla Norvegia settentrionale già nel 1271, e continuarono fino al XIV secolo. Il confine ufficiale tra le terre di Novgorod e le terre di Svezia e Norvegia fu stabilito dal trattato di Nöteborg il 12 agosto 1323. Il trattato si concentrava principalmente sul confine dell'istmo della Carelia e sul confine a nord del lago Ladoga.
Un altro trattato che sulla questione dei confini settentrionali fu il trattato di Novgorod firmato con la Norvegia nel 1326, che pose fine ai decenni delle scaramucce di confine norvegese-novgorodiane nel Finnmark. Secondo il trattato, la Norvegia ha rinunciato a tutte le rivendicazioni sulla penisola di Kola. Tuttavia, il trattato non affrontava la situazione con il popolo Sami che rendeva tributo sia alla Norvegia che a Novgorod, e la pratica continuò fino al 1602. Sebbene il trattato del 1326 non definisse il confine in dettaglio, confermò la demarcazione del confine del 1323, che rimase più o meno invariata per i successivi seicento anni, fino al 1920.
Nel XV secolo i Novgorodiani iniziarono a stabilire insediamenti permanenti nella penisola: Umba e Varzuga, i primi insediamenti permanenti documentati dei Novgorodiani, risalgono al 1466. Nel corso del tempo, tutte le aree costiere a ovest del fiume Pyalitsa erano state colonizzate, creando un territorio in cui la popolazione era principalmente novgorodiana. Amministrativamente, questo territorio era diviso in Volost di Varzuzhskaya e Volost di Umbskaya, che erano governate da un posadnik dell'area della Dvina settentrionale. La Repubblica di Novgorod perse il controllo di entrambi questi volost al Granducato di Mosca dopo la battaglia di Shelon nel 1471, e la repubblica stessa cessò di esistere nel 1478 quando Ivan III prese la città di Novgorod.
Tutti i territori di Novgorod, compresi quelli della penisola di Kola, divennero parte del Granducato di Mosca. La Repubblica di Novgorod perse il controllo della penisola al Granducato di Mosca nel 1471, ma la migrazione russa non si fermò. Diversi nuovi insediamenti furono stabiliti durante il XVI secolo e il popolo Sami e Pomor fu costretto alla servitù. Nella seconda metà del XVI secolo, la penisola divenne oggetto di controversia tra l'Impero di Russia e il Regno di Danimarca-Norvegia, che portò al rafforzamento della posizione russa.
Entro la fine del XIX secolo, la popolazione indigena Sami era stata per lo più costretta a nord dai russi e dai nuovi arrivati Izhma Komi e Nenet Cominizzati, i cosiddetti Yaran, che migrarono qui per sfuggire a un'epidemia di malattie delle renne nel loro casa nel sud-est del Mar Bianco. Il centro amministrativo ed economico originale dell'area era Kola, situata all'estuario del fiume Kola nella baia di Kola. Tuttavia, nel 1916, Romanov-na-Murmane (ora Murmansk) fu fondata e divenne rapidamente la città e più grande della penisola.

### Insediamento russo
La migrazione russa verso la penisola continuò nel XVI secolo, quando furono stabiliti nuovi insediamenti come Kandalaksha e Porya-Guba. Kola è menzionata per la prima volta nel 1565. Alla fine del XV secolo, i Pomor e i Sami furono costretti alla servitù, principalmente dai monasteri sotto forma di votčina. I votčina monasteriali si espansero notevolmente durante il XVII secolo, ma furono abolite nel 1764, quando tutti i contadini della penisola di Kola divennero contadini statali. Nella seconda metà del XVI secolo, il re Federico II di Danimarca-Norvegia chiese allo Zar di Russia di cedere la penisola. La Russia rifiutò e, al fine di organizzare difese adeguate, stabilì la posizione di un voyevoda con sede a Kola, che divenne il centro amministrativo della regione.
In precedenza, i compiti amministrativi erano svolti dagli esattori delle tasse di Kandalaksha. La nuova unità amministrativa, il Kolsky Uyezd, copriva la maggior parte del territorio della penisola, ad eccezione dei Volost di Varzuzhskaya e Umbskaya, che facevano parte del Dvinsky Uyezd, così come la parte settentrionale della Carelia fino a Lendery. Nonostante l'attività economica, l'insediamento permanente della penisola non si intensificò fino al 1860 e anche allora rimase sporadico fino al 1917. La popolazione di Kola nel 1880, ad esempio, era solo di circa 500 abitanti che vivevano in 80 famiglie, rispetto ai 1 900 abitanti in 300 famiglie che vivevano lì nel 1582. Le strutture di trasporto erano praticamente inesistenti e la comunicazione con il resto della Russia irregolare.
Il 1887 vide un afflusso di persone Izhma Komi e Nenets che stavano migrando verso la penisola per sfuggire a un'epidemia di malattie delle renne nelle loro terre d'origine e portarono con sé le loro grandi mandrie di cervi, provocando una maggiore concorrenza per i pascoli, un conflitto tra i Komi e i Sami, e nell'emarginazione della popolazione Sami locale. Entro la fine del XIX secolo, la popolazione Sami era stata per lo più costretta a nord, con i russi di etnia russa che si stabilivano nel sud della penisola.
Nel 1894, la penisola fu visitata dal ministro delle finanze russo, che si convinse del potenziale economico della regione. Nel 1896 un telefono e una linea telegrafica furono estesi a Kola, migliorando le comunicazioni con la terraferma. Fu anche considerata la possibilità di costruire una ferrovia, ma non venne stata intrapresa alcuna azione. Sempre nel 1896 fu fondata Alexandrovsk (ora Polyarny), che crebbe di dimensioni così rapidamente che le fu concesso lo status di città nel 1899. L'unità amministrativa di Kolsky Uyezd fu ribattezzata Alexandrovsky Uyezd.
Durante la prima guerra mondiale, la penisola ancora poco sviluppata si trovò improvvisamente in una posizione strategica, poiché le comunicazioni tra la Russia e gli Alleati furono interrotte e i porti senza ghiaccio della costa di Murman rimasero l'unico mezzo per inviare i rifornimenti di guerra all'Est. Nel marzo 1915, la costruzione della ferrovia fu affrettata e la ferrovia fu rapidamente aperta nel 1916, anche se era solo parzialmente completata e mal costruita. Nel 1916 fu fondata Romanov-na-Murmane (l'attuale Murmansk) come punto terminale della nuova ferrovia, e la città crebbe rapidamente fino a diventare la più grande della penisola.

### Periodo sovietico e contemporaneo
Il regime sovietico fu stabilito sulla penisola il 9 novembre (26 ottobre) 1917, ma il territorio fu occupato dalle forze degli alleati prebellici della Russia nel marzo 1918 - marzo 1920. Alexandrovsky Uyezd fu trasformato nel Governatorato di Murmansk dal governo sovietico nel giugno 1921. Il 1º agosto 1927, il Comitato esecutivo centrale panrusso (VTsIK) emise due risoluzioni: "Sull'istituzione dell'oblast di Leningrado" e "Ai confini e la composizione degli Okrugs dell'oblast di Leningrado", secondo le quali il Governatorato di Murmansk veniva trasformato in Murmansk Okrug (diviso in sei distretti) e incluso nell'oblast' di Leningrado. Questa disposizione rimase in vigore fino al 28 maggio 1938, quando l'okrug venne separato dall'Oblast' di Leningrado, fuso con il distretto di Kandalakshsky della Repubblica Socialista Sovietica Autonoma di Carelia (RSSAC) e trasformato nel moderno oblast' di Murmansk.
Il periodo sovietico vide un aumento significativo della popolazione (799 000 nel 1970 contro 15 000 nel 1913), sebbene la maggior parte della popolazione rimase concentrata nelle località urbane lungo le ferrovie e la costa del mare. La maggior parte dei territori scarsamente popolati al di fuori delle aree urbanizzate venivano utilizzati per l'allevamento delle renne. Nel 1920-1940, la città di Kirovsk e diversi insediamenti di lavoro furono stabiliti nella penisola. I popoli Sami furono soggetti a collettivizzazione forzata, con più della metà delle loro mandrie di renne collettivizzate nel 1928-1930. Inoltre, le pratiche tradizionali di pastorizia Sami furono gradualmente eliminate a favore dell'approccio Komi più redditizio dal punto di vista economico, che enfatizzava gli insediamenti permanenti rispetto alla pastorizia libera. Poiché la cultura Sami è fortemente legata alle pratiche di pastorizia, questo ha portato il popolo Sami a perdere gradualmente la propria lingua e la conoscenza tradizionale della pastorizia. La maggior parte dei Sami fu costretta a stabilirsi nel villaggio di Lovozero, che divenne il centro culturale del popolo Sami in Russia. Quei Sami che resistevano alla collettivizzazione erano soggetti al lavoro forzato o alla morte. Varie forme di repressione contro i Sami continuarono fino alla morte di Stalin nel 1953.
Negli anni '90, il 40% dei Sami viveva in aree urbanizzate, anche se alcuni branchi di renne in gran parte della regione. I Sami non erano gli unici soggetti a repressioni. Migliaia di persone furono mandate a Kola negli anni '30 -'50, e nel 2007 oltre duemila persone - discendenti di coloro che vi furono mandati con la forza - vivono ancora nella penisola. Una parte significativa delle persone deportate a Kola erano contadini della Russia meridionale. Il lavoro dei prigionieri veniva spesso utilizzato per la costruzione di nuove fabbriche e per il personale di quelle che erano operative: nel 1940, ad esempio, l'intero complesso minerario del Nornickel' (Norilsk'ij nickel') fu affidato al Commissariato del popolo per gli affari interni (NKVD).

## Popolazione

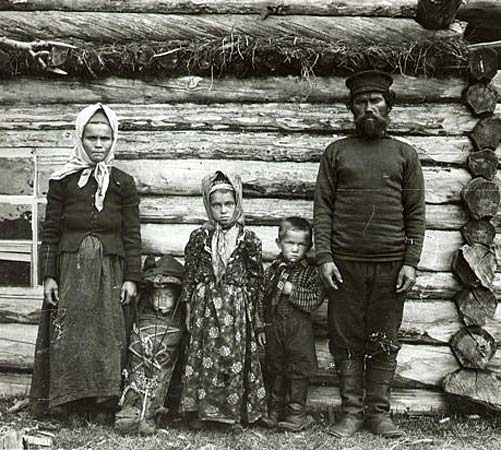
Famiglia lappone negli anni '20 del 1900

La penisola è abitata da gran parte della popolazione lappone (o sami) della Russia, che negli anni del regime comunista fu costretta a stabilirsi nella città di Lovozero e che ora è tornata ad allevare le renne in gran parte della regione.
Il principale centro della regione è il porto di Murmansk, che si trova sulla costa del Mare di Barents, all'estremo limite occidentale della penisola. Nel periodo sovietico Murmansk era sede di gran parte della produzione dei sottomarini della marina sovietica e ancora oggi rimane una delle principali basi navali della Russia.